# Вулиця Микулинецька (Тернопіль)
Вулиця Микулинецька — одна з головних магістральних вулиць Тернополя та одна з найдовших вулиць міста — 4,2 км.

## Відомості
Починається від розгалуження вулиць «Рогатка» на «Оболоні», далі без різких поворотів прямує на південь через мікрорайон «Березовицю» і закінчується на межі міста. Продовжується вулицею Микулинецькою у Великій Березовиці.
Майже від початку вулиці розпочинається підйом, який закінчується навпроти вхідної брами на Микулинецький цвинтар, далі похил вулиці йде до роздоріжжя з автошляхом E50 і підйом до «Ватри», від якої знову поступовий похил до авторинку, далі аж до кінця вулиці — рівень вулиці майже незмінний. 
Вулиця Микулинецька перетинається з автошляхом E50 та з місця перетину є частиною автошляхів E85 і М19.

## Дотичні вулиці
Лівобічні: Подільська, пров. Микулинецький, І. Гавдиди, В. Ярмуша, Академіка Студинського, Козацька, Никифора Гірняка.
Правобічні: Садова, Є. Гребінки, Чернівецька, Микулинецька-бічна.

## Історія
Вулиця Микулинецька розпочинається вже за рогаткою, веде до тернопільського цвинтаря, закладеного у 1840 році. Тоді це було місце вічного спочинку тернополян, вже за міською межею. У 1864 році на цвинтарі виросла гарна простора капличка. Фундаторами її були єзуїти. Однак потім вона перейшла у розпорядження тернопільського римо-католицького пароха.
Навпроти християнського цвинтаря видніється єврейське кладовище, як його називали у Галичині, — окописько. За роки більшовицької влади майже повністю зруйноване, хоча там поховано багато тих, ким гордилась тернопільська єврейська громада, і не лише вона. Як свідчать старожили, тут, ближче до Дорошівки, були поховані жертви голокосту — євреї та військовополонені.

## Пам'ятки
Пам'ятка архітектури місцевого значення: римо-католицька каплиця (XIX ст., охоронний номер 1917).
Пам'ятки історії місцевого значення: Єврейське кладовище (охоронний номер 1692), Микулинецький цвинтар із численними давніми та сучасними похованнями і художніми надгробками.

## Установи
- «Тернопільгаз»;
- виробниче підприємство «Ватра»;
- авто- і пташиний ринок;
- промислові підприємства, автозаправні станції, станції технічного обслуговування автомобілів;
- раніше існував цукровий завод, та інші.

## Транспорт
Вулиця є однією з найінтенсивніших магістралей міста. Тут курсують автобусні маршрути № 18, 28, 31, 50,  тролейбус № 8, і всі приміські та міжміські автобуси південного напрямку.

## Світлини

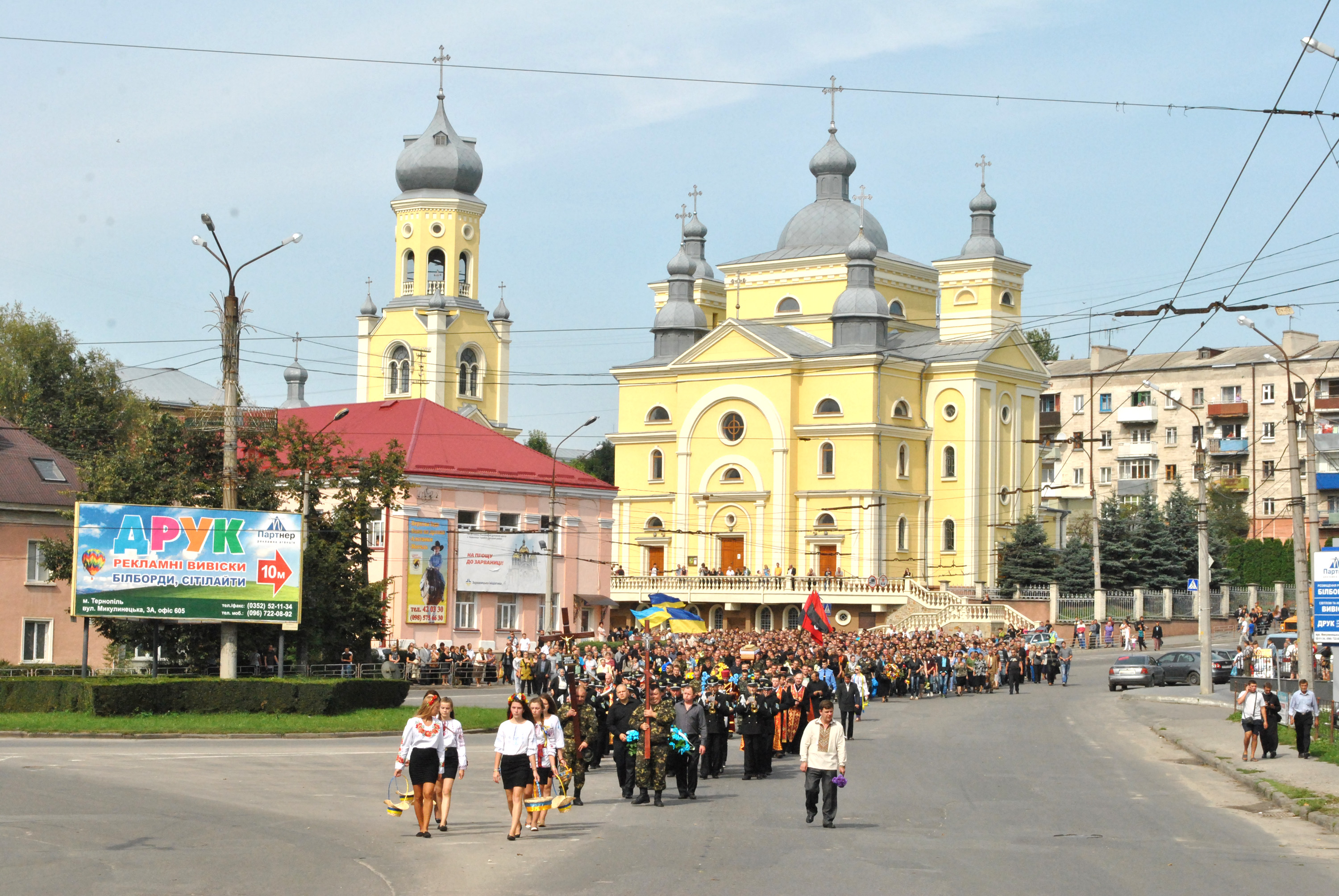
Початок Микулинецької від «Рогатки»
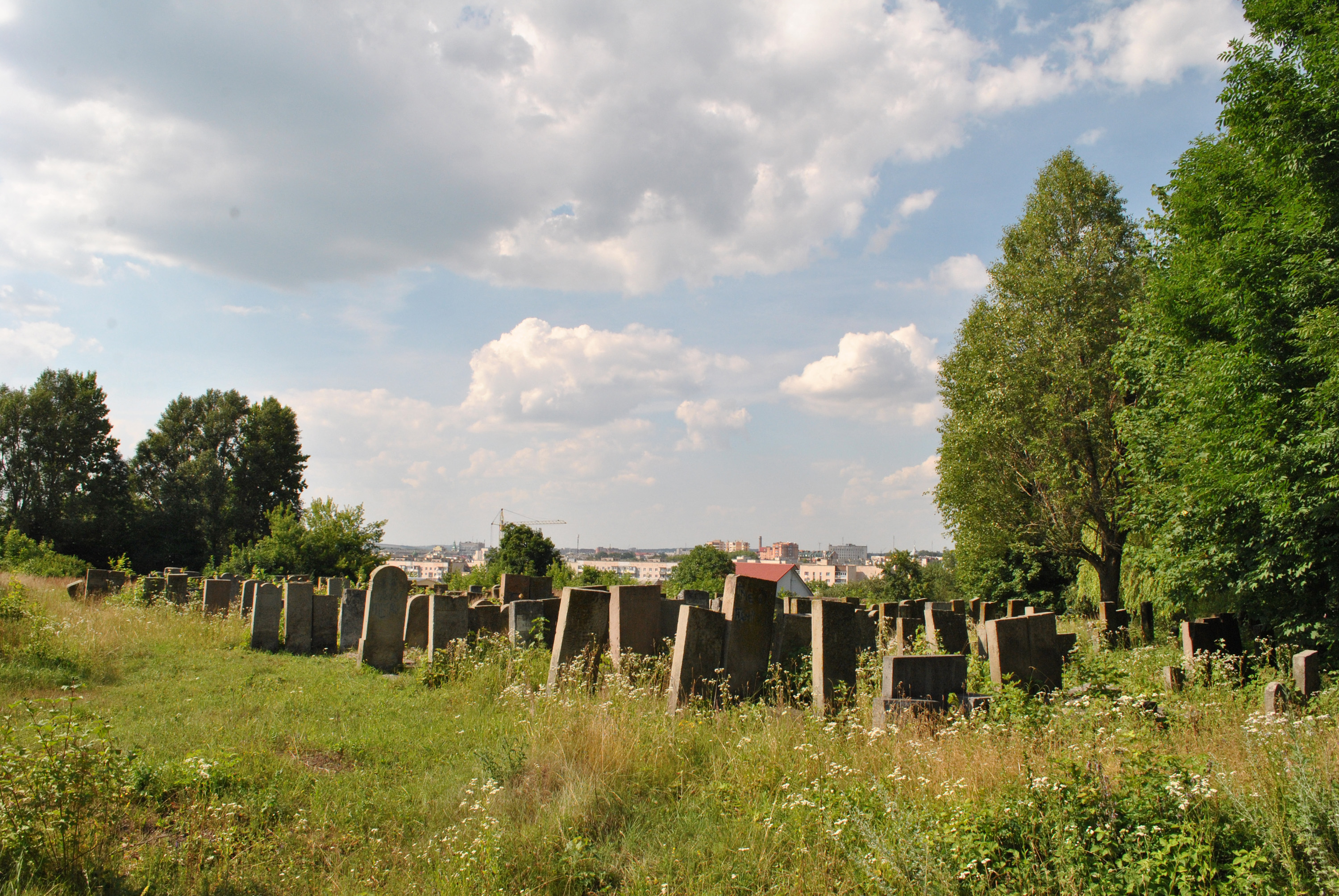
Єврейське кладовище
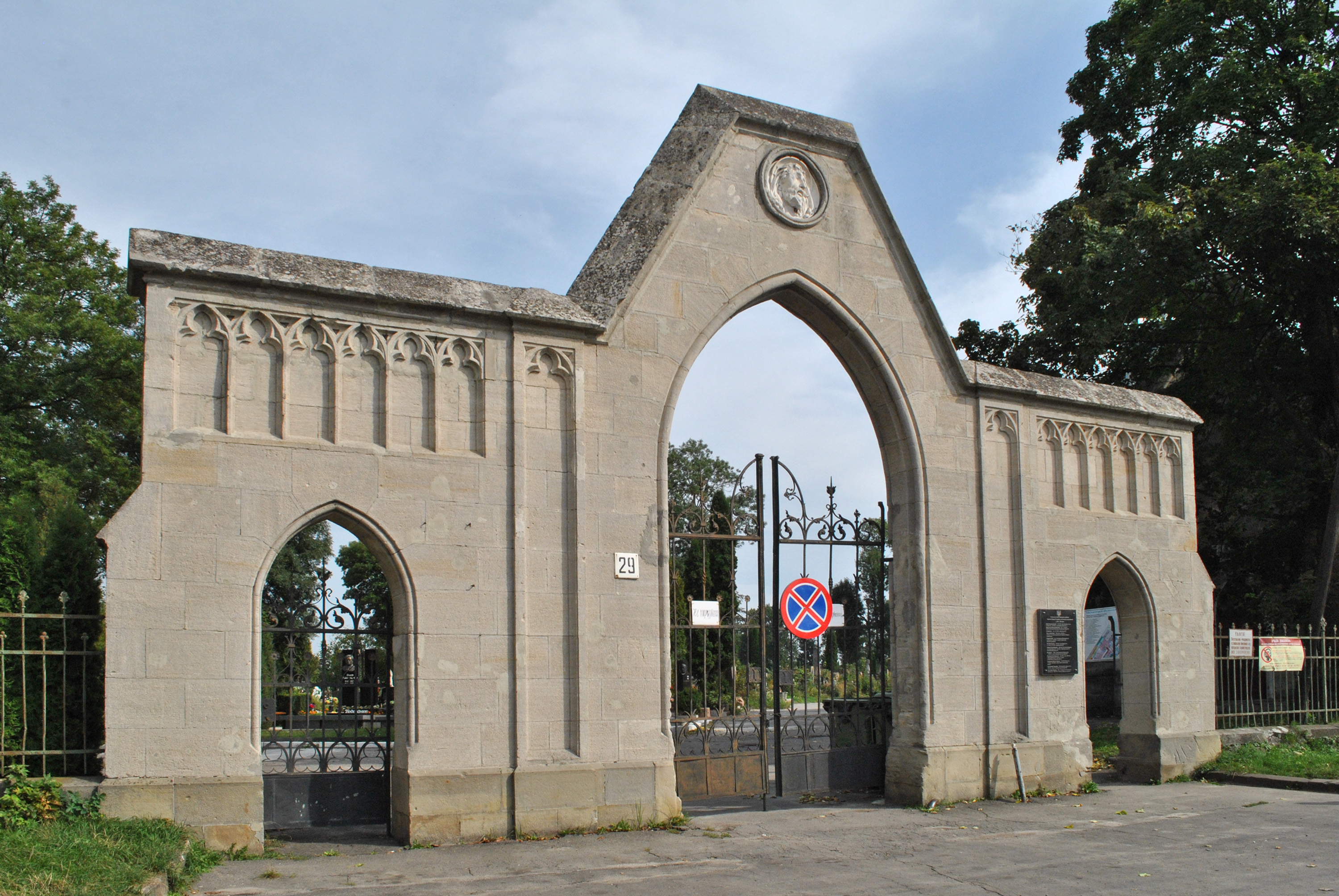
Брама Микулинецького цвинтаря
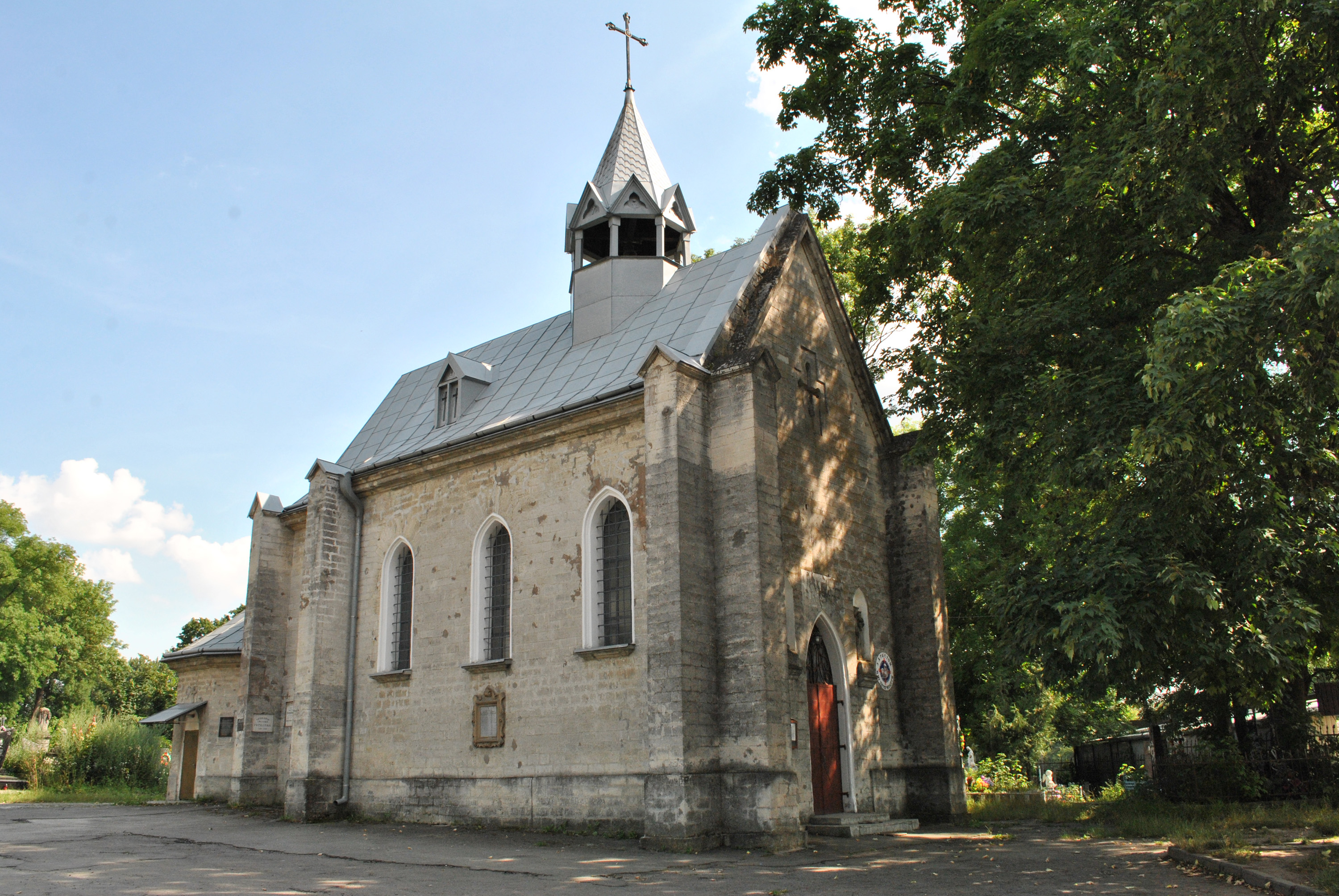
Римо-католицька каплиця XIX століття